# Guldharar
Guldharar (Dasyproctidae) är en familj i underordningen piggsvinsartade gnagare som består av två släkten, agutier (Dasyprocta) och svansagutier (Myoprocta). Ibland kallas hela familjen agutier. Det svenska namnet är egentligen missvisande då dessa djur inte tillhör ordningen hardjur. Vissa zoologer räknar även pakor (Cuniculus) till familjen men nyare genetiska undersökningar visade att pakor inte är närmare släkt med guldharar.

## Kännetecken
Guldharar har en klumpig kropp och kraftiga extremiteter som är utrustade med hovliknande klor. Extremiteterna är även påfallande långa för att springa snabbt och hoppa långt. Vissa individer hoppar över 6 meter. Svansen finns hos agutier bara rudimentärt och hos svansagutier är den något längre. Pälsens grundfärg skiftar mellan svart och gulbrun på ovansidan och är på undersidan ljusare.
Mellan pakor och guldharar finns likheter i kroppens byggnad och i tändernas konstruktion. Å andra sidan skiljer sig dessa djurgrupper på så sätt att pakor har fläckar på pälsen och guldharar inte. Guldharar har tre tår vid de främre extremiteterna och pakor fyra. Dessutom finns olikheter i skallens uppbyggnad. Kroppslängden ligger mellan 32 och 50 centimeter (sällan upp till 62 cm) och vikten går vanligen upp till 2 kilogram (ibland 4 kg).
Tandformeln är I 1/1 C 0/0 P 1/1 M 3/3, alltså 20 tänder.

## Utbredning
Alla arter av familjen guldharar lever i Central- och Sydamerika.

## Levnadssätt
Arterna är dagaktiva växtätare som livnär sig bland annat av frukter, nötter och andra växtdelar. De bildar familjegrupper av vuxna föräldrar och deras ungar. Honor kan para sig hela året och sedan föds en till två ungdjur. Ungarna är väl utvecklade vid födelsen.
Guldharar jagas av nästan alla rovdjur som förekommer i utbredningsområdet samt av människor.

## Systematik
Vanligen räknas 13 arter till familjen som är fördelade på två släkten:
- Agutier (Dasyprocta), 11 arter
- Svansagutier (Myoprocta), 2 arter